# Cascina Linterno
Cascina Linterno è un'antica grangia del contado milanese esempio significativo di corte chiusa lombarda, nota per la tradizione che la identifica tra i quattro luoghi di cui si ha notizia come dimore di Francesco Petrarca durante il suo soggiorno milanese (dal 1353 al 1361) e di esse è l'unica ancora oggi esistente. Lo attesta la lettera autografa di Petrarca all'amico Moggio di Parma, datata "Papiae 20 juni ad vesperam raptim" conservata alla Biblioteca Laurenziana di Firenze, con un chiaro riferimento al toponimo originale "Infernum”.
Un tempo sita al quarto miglio di distanza dalla città, all'interno del comune di Sella Nuova, è stata poi incorporata nell'area del comune di Milano, in un contesto che conserva testimonianze del precedente paesaggio agricolo: fontanili e marcite presso il Parco delle Cave.

## Sviluppo storico
Nota come Cascina Linterno, venne chiamata sino alla fine del Cinquecento con il nome "Infernum" e poi "cassina de Infernum" (probabilmente dal longobardo "In-Fern" - "fondo lontano"). 
In origine fu una grangia del XII secolo che costituì un insediamento rurale di una comunità monastica, giovannita o templare.
Le prime tracce documentate di Linterno si hanno nella "Carta Investiture" del 1154: in questo atto notarile "Infernum" ed il suo territorio hanno come proprietari fondiari i "de Marliano" di legge longobarda. I documenti capitolari concernono la zona che aveva avuto il suo centro principale in Baggio, luogo d'origine della potente famiglia capitaneale di origine longobarda, i "da Baggio", molto vicini ai "de Marliano".
Nei secoli nella località Infernum/Linterno si è accresciuto un piccolo borgo intorno alla corte chiusa che tuttora costituisce l'omonima cascina. Il borgo è stato poi inglobato nel tessuto urbano dell'ovest milanese, cui si connette preservando la sua conformazione - essendo confinante con il pubblico Parco delle Cave (incluso nel più vasto Parco Agricolo Sud Milano) e con i campi di un esteso centro sportivo.
L'espansione urbanistica della periferia della città e il lento degrado (che fu invocato per giustificare l'approvazione di un "recupero urbanistico") condussero quasi alla perdita dell'antico monumento, che nel 1994 sfiorò la definitiva trasformazione in un residence. La trasformazione fu evitata grazie alla presa di posizione di numerosi intellettuali in risposta all'appello dei soci fondatori dell'Associazione amici della Cascina Linterno e l'emanazione del Decreto Ministeriale 9/3/99 - Vincolo ai sensi della Legge 1089 del 1939 relativo a Cascina Linterno.
 Linterno è l'unica cascina milanese che abbia, oltre ad un Vincolo monumentale, anche un Vincolo paesistico, grazie ai quali si è salvata dalla demolizione, avendo destinazione urbanistica “b2”, garantendo anche l'intangibilità dell'adiacente paesaggio agreste del Parco delle Cave.

## La Solitudine di Linterno, dimora agreste di Francesco Petrarca

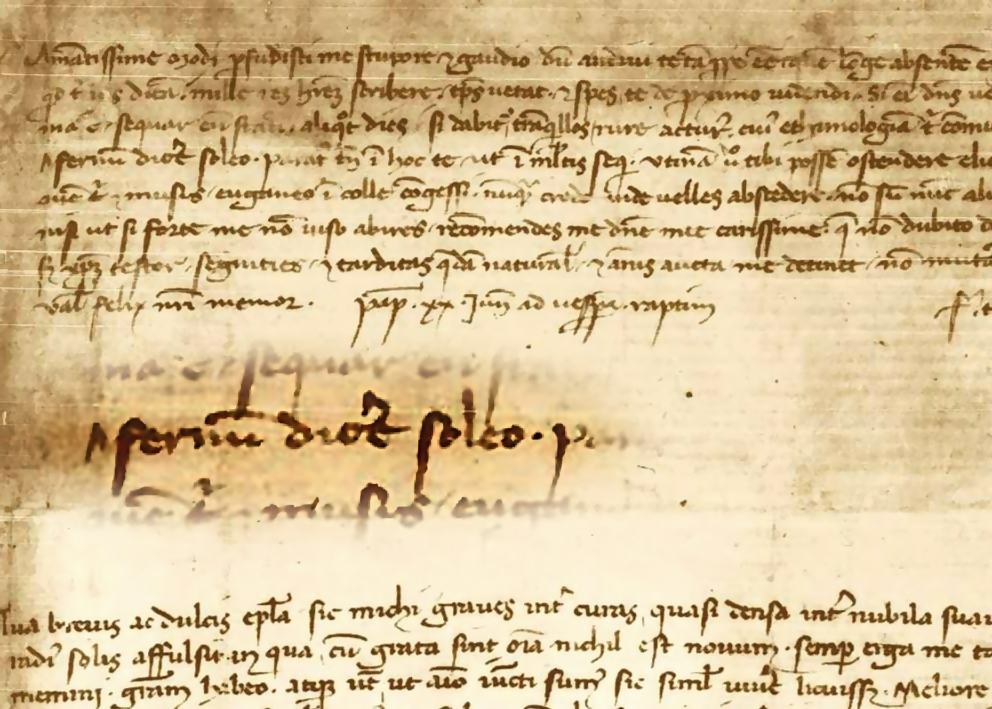
Lettera di Petrarca all'amico Moggio di Parma, datata "Papiae 20 juni ad vesperam raptim", conservata alla Biblioteca Laurenziana di Firenze, con il riferimento a "Infernum":

Una consolidata tradizione ritiene che Linterno sia stata dimora agreste di Francesco Petrarca dal 1353 al 1361, a partire dall'esplicito riferimento della lettera autografa di Petrarca all'amico Moggio di Parma (20 giugno 1360 o 1369) e proseguendo coi riferimenti al luogo (detto "Infernum" o "Inferno", posto al quarto miglio dalla città di Milano) contenuti in diversi incunaboli successivi: 

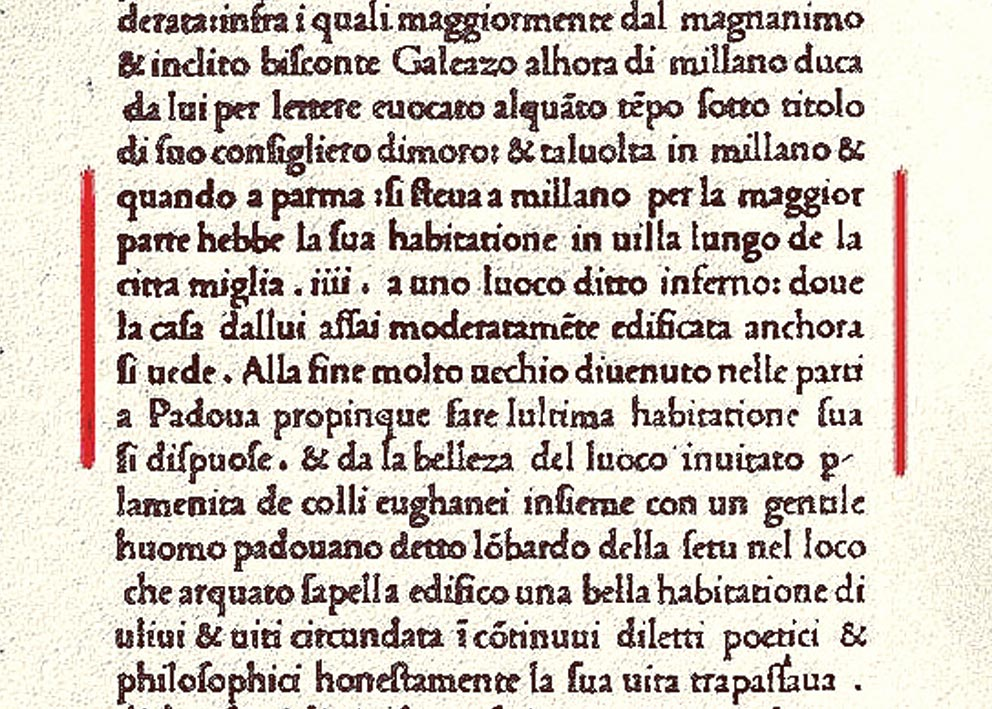
Pagina di un incunabolo conservato nella Biblioteca Trivulziana, contenente il Canzoniere e i Trionfi di Francesco Petrarca (Venezia, [Gabriele di Pietro], 1473), dove nella Vita di Petrarca dello pseudo Antonio da Tempo, leggesi:

- Canzoniere, Trionfi, Memorabilia de Laura del 1473, nella Vita di Petrarca probabilmente di Pier Candido Decembrio[9];
- Canzoniere del 1474, nella Vita di Petrarca di Leonardo Bruni;
- Trionfi, Canzoniere del 1484, commentati da Bernardo Lapini, Francesco Filelfo e Girolamo Squarzafico.

Non si conoscono altre "Infernum" nel milanese (è nota solo una cascina "Invernum" nel lodigiano, ma a trenta chilometri da Milano): Cascina Linterno si trova nei pressi del borgo di Quarto Cagnino che, come testimonia il nome stesso, era situato a quattro miglia da Milano.
Il riferimento a Linterno/Infernum quale dimora milanese del Petrarca è continuativo nei secoli. Se ne scrive nel "Libro Annotationum" stampato a Lione nel 1576 dall'editore Guglielmo Rovillius. Pietro Verri nel Settecento ne scrive nella "Storia di Milano"; Giovan Battista Baldelli, letterato e collaboratore dell'Antologia del Vieusseux, che studiò soprattutto il Boccaccio (Vita di G.B, 1806) e il Petrarca (Del Petrarca e delle sue opere libri quattro, 1797) ne scrive alla fine del Settecento.
Citazioni anche da Ugo Foscolo nei suoi "Saggi sopra il Petrarca"; da Giacomo Leopardi nella sua "Interpretazione delle Rime" e da Carlo Cattaneo nel saggio "Notizie naturali e civili su la Lombardia" tratto dalle "Opere scelte" (1839 - 46).

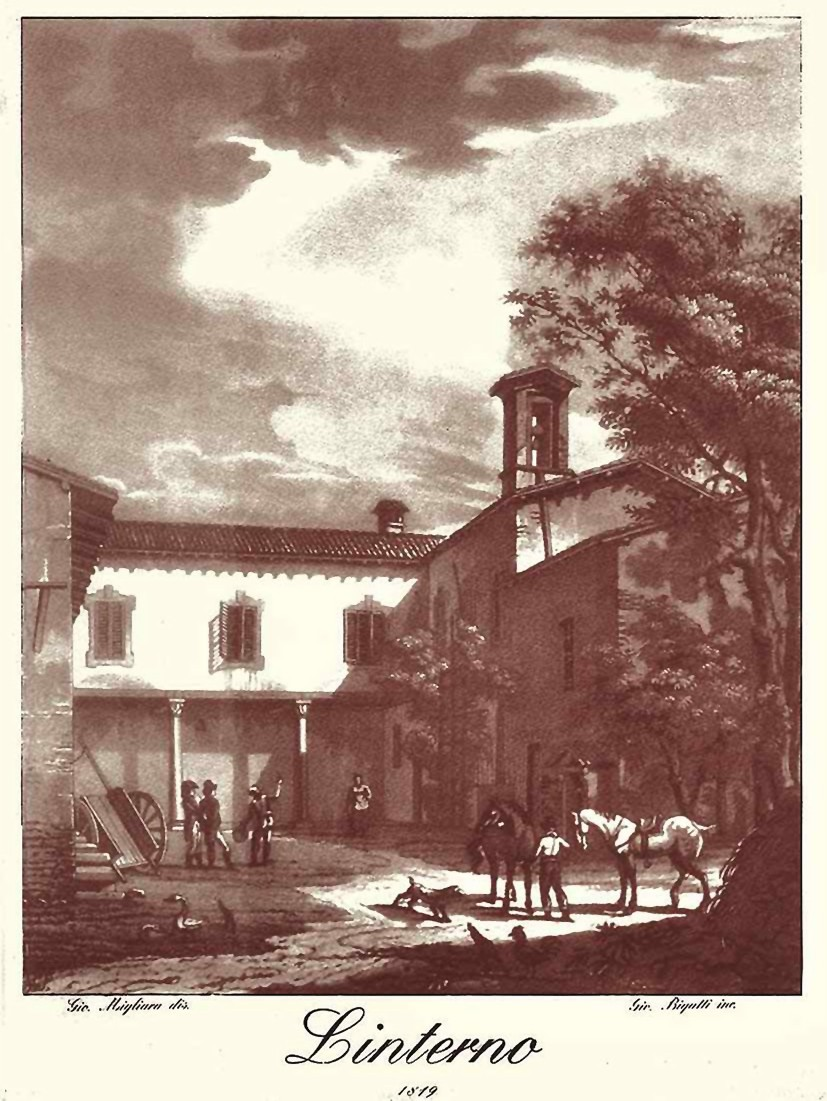
Solitudine di Linterno, tavola di Giovanni Migliara, 1819.

 Nel 1819 ne scrive il bibliofilo e petrarchista Antonio Marsand, docente all'Università di Padova, nella sua prefazione delle "Rime", cui si affianca una tavola fuori testo incisa da Giovanni Migliara che riproduce nei dettagli la "Solitudine di Linterno". L'autorevole opera del Marsand esercitò una certa influenza culturale: nel 1820 Ambrogio Levati riporta l'opinione del petrarchista riguardo alla genesi dell'etimo "Linterno" (tramandato come alterazione dell'originale Infernum in omaggio a Scipione l'Africano, con riferimento a Liternum in cui ebbe sepoltura): 
Il prof. Marsand ha dimostrato non esser vero che il Petrarca quasi per ischerzo solesse talvolta chiamar Linterno l'Inferno [...] ma che fu generale e comune specialmente ne' villici e nel basso popolo milanese tale denominazione [...]»
Nel 1837 la rivista culturale Cosmorama Pittorico diede grande risalto a Villa Linterno con un'acquaforte di Gaetano Fiorentini.
Altri, tra cui Carlo Romussi, autore di Storia di Milano attraverso i suoi monumenti, sostengono che il Petrarca abbia soggiornato in un palazzo poco distante da Sant'Ambrogio oppure presso la Certosa di Garegnano (Luciano Patetta in un saggio del 1997 accennava al dibattito sulla localizzazione della dimora milanese del Petrarca).
Dei quattro luoghi abitati dal Petrarca di cui si ha notizia nel suo pluriennale soggiorno milanese, sono scomparse la dimora presso la basilica di Sant'Ambrogio e quella vicino alla basilica di San Simpliciano; nessuna traccia rimane di quella presunta presso la Certosa di Garegnano, che pure ospitò il Poeta, ma da quel tempo è stata in gran parte ricostruita. Unica e ultima testimonianza della presenza di Francesco Petrarca a Milano rimane Cascina/Villa Linterno.

### Dal XX secolo in poi
Dal 1926 al 1941 presso il borgo di Linterno visse e operò don Giuseppe Gervasini, meglio noto come el Pret de Ratanà.
Nel settimo centenario della nascita di Francesco Petrarca (1304-2004) Milano dedica al grande poeta aretino un ricco programma di iniziative culturali per ricordare e celebrare la sua figura. La rassegna “Il Petrarca e Milano” viene presentata dall'assessore alla Cultura e Musei, Salvatore Carrubba, al Castello sforzesco (settembre 2004). Tra gli eventi, si evidenziano conferenze petrarchesche; una mostra, nella Sala del Tesoro del Castello Sforzesco, di manoscritti e libri a stampa della biblioteca Trivulziana dei secoli XIV – XIX riguardanti il Poeta. Inoltre, Percorsi del Petrarca a Milano a Villa Linterno e alla Certosa di Milano. “A Milano, Petrarca, sarebbe rimasto otto anni, il periodo più lungo passato dal poeta nello stesso luogo, se si eccettua la residenza giovanile ad Avignone – ha affermato Salvatore Carrubba -. Dai Visconti, che pure lo incaricano di diverse missioni diplomatiche, Petrarca ottiene ciò che più gli preme in età matura: una sufficiente libertà, autonomia di pensiero e, naturalmente, onori. Ricordare Petrarca, cittadino non distratto e non occasionale di Milano, è dunque un dovere; l'occasione sarà utile per celebrare la sua grandezza come poeta, studioso, indagatore dell'animo umano. Lo faremo con uno sguardo che tenterà di andare oltre il poeta e i suoi tempi e i suoi tempi per abbracciare la secolare vicenda del petrarchismo nella sua ricchezza e complessità, una vicenda che ha contribuito a formare l'identità della cultura nazionale e ha esercitato un influsso penetrante e perdurante sulla lirica dell'Occidente”.
Nel 2003 il Comune di Milano conferisce l'attestato di benemerenza civica all'associazione che promuove il recupero culturale e storico di Linterno «in quella che fu la residenza milanese di Francesco Petrarca». Nel 2004 nel censimento del Fondo per l'Ambiente Italiano (FAI) "I luoghi del cuore", Linterno si classifica al primo posto tra i monumenti di Milano e le sue marcite medioevali si classificano al primo posto nel censimento FAI 2006.
Nel 2010, a seguito del continuo protrarsi dell'incertezza sul destino del monumento e per sollecitare attenzione sulla «componente progettuale petrarchesca [... che] costituirebbe un importante contributo di valorizzazione e di richiamo nazionale ed internazionale», numerosi intellettuali firmano il "Manifesto per Cascina Linterno". Tra i firmatari, il critico d'arte Philippe Daverio si spinge a dire
Nel censimento del 2010 "I luoghi del cuore" a cura del FAI, Linterno si classifica al settimo posto tra gli edifici civili in Italia, come «dimora di Francesco Petrarca e antico forno».

### L'analisi stratigrafica dei muri
Nel marzo 2014, un'analisi stratigrafica dei muri
eseguita su richiesta della Soprintendenza ai Beni Architettonici e Paesaggistici di Milano ha definito una serie di ambienti come facenti parte di una “Dimora agreste di pregio” dell'inizio '400, senza poter escludere origini alla metà del '300 e quindi coeve a Francesco Petrarca. Questa scoperta conferma la peculiarità storica di Linterno e corrobora l'antica tradizione della “Solitudine petrarchesca di Linterno”. Notevole la parete scialbata, riportata alla luce con le imprese araldiche viscontee. Esemplare è la ‘Radia magna’ (in volgare Razza o Raza), il sole raggiante visibile sulla vetrata absidale del Duomo ed emblema dei Visconti. La ‘Razza’ e altre ‘imprese’ viscontee: il ‘Sole nascente’, la ‘Colombina’, emergono nitide nello spazio Casa Petrarca, il nucleo più antico della Linterno, con altre decorazioni medievali dipinte “a mezzo-fresco”. Secondo il biografo di Petrarca, Pier Candido Decembrio, il Poeta ideò il simbolo della ‘Colombina’ per il giovane Gian Galeazzo Visconti come emblema augurale per le nozze con Isabella di Valois, assieme al motto ‘À bon droit’ (a buon diritto), apprezzando la mitezza del giovane futuro duca, e prospettando per lui un avvenire di pace.